# Christuskirche (Landshut)

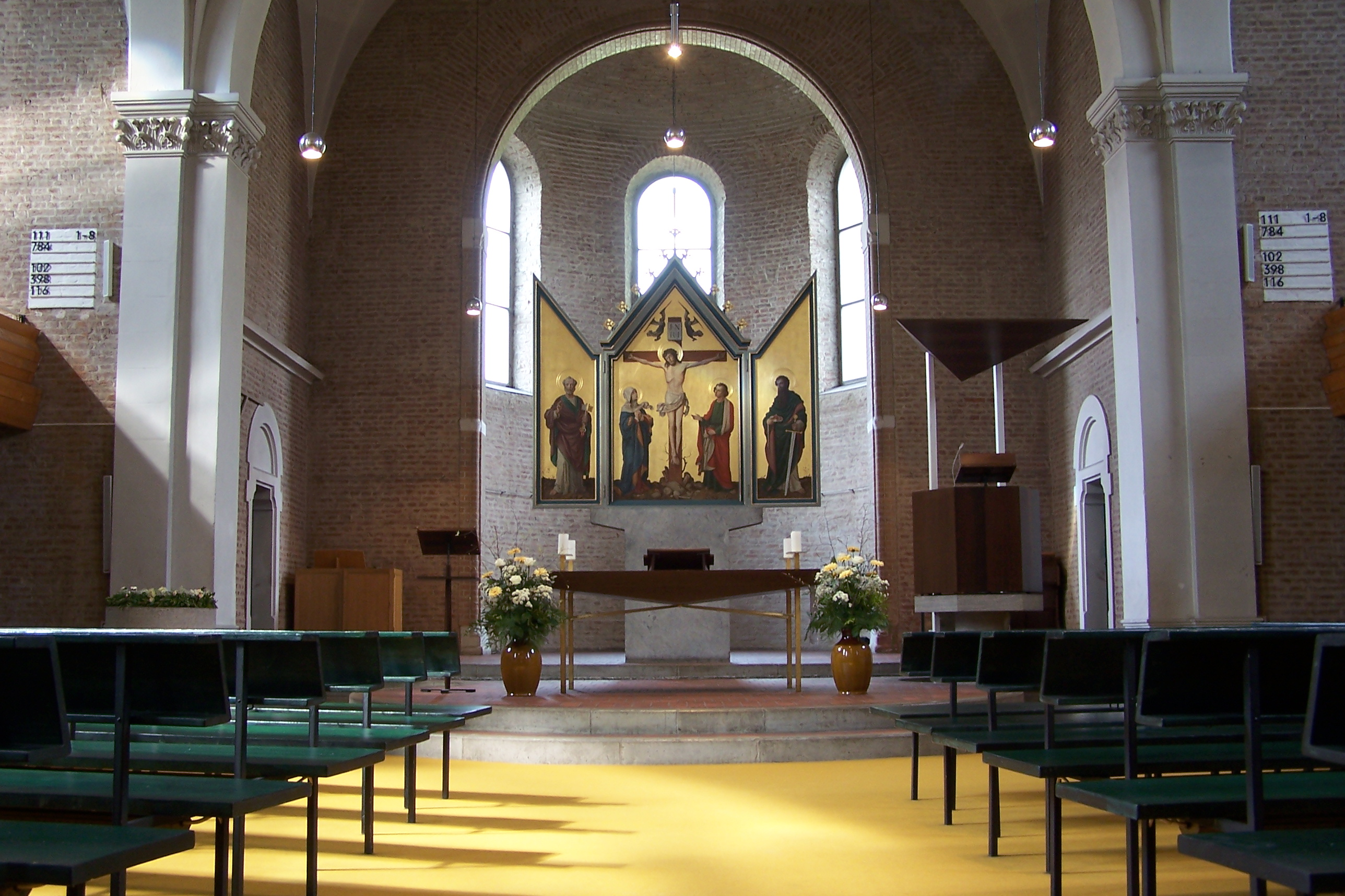
Der Innenraum der Christuskirche nach der Renovierung von 1970

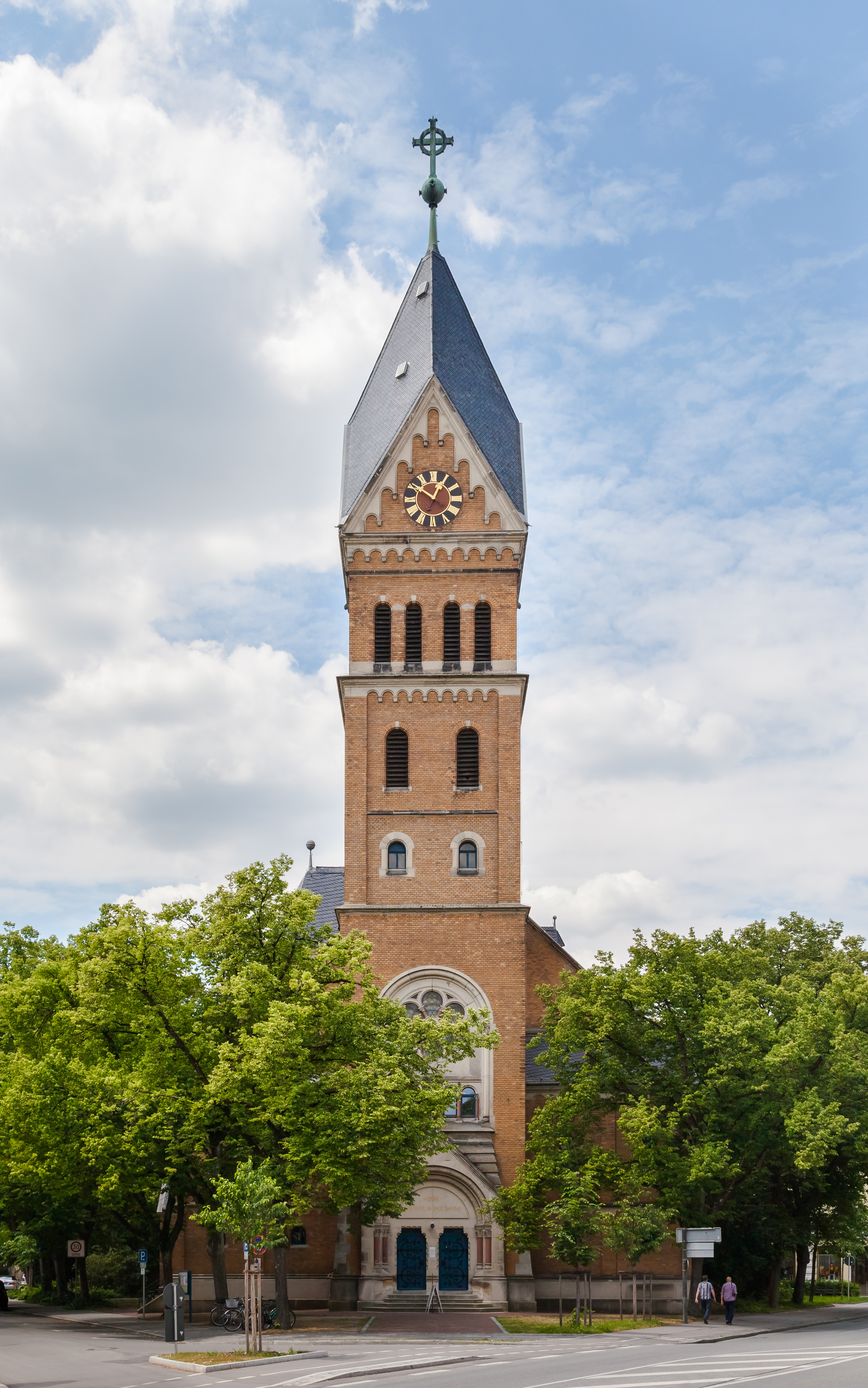
Christuskirche von Osten

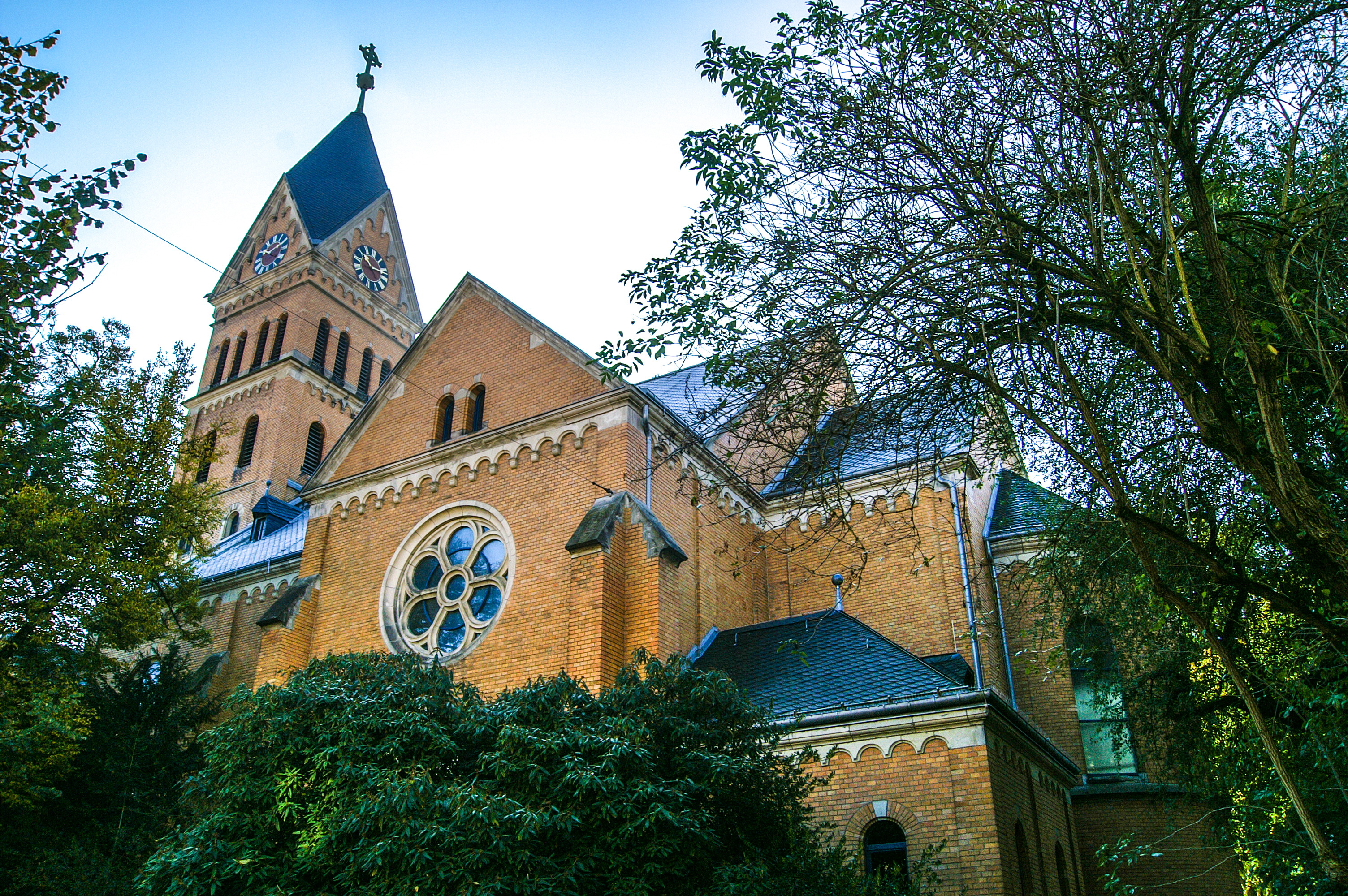
Christuskirche von Norden

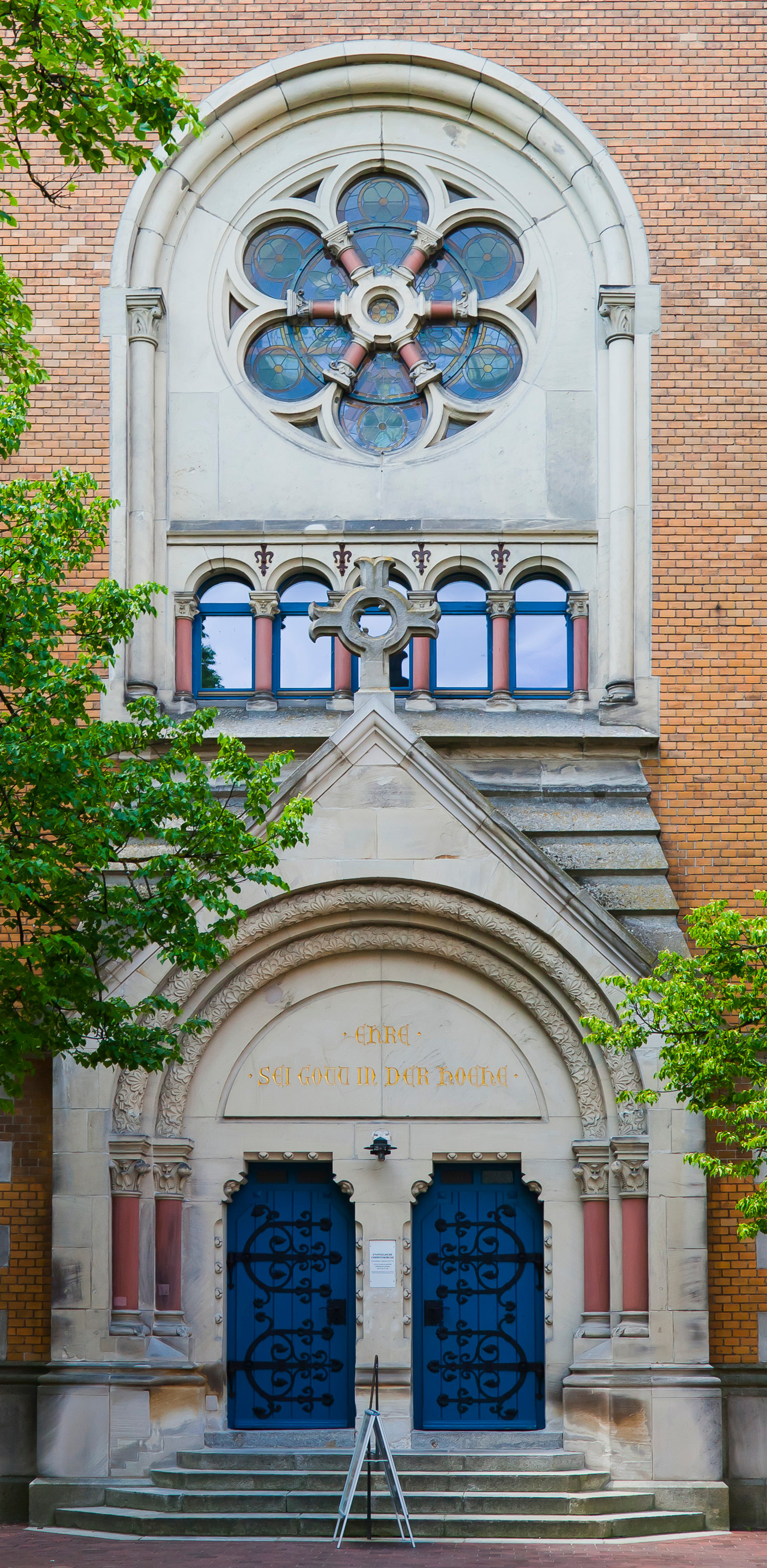
Hauptportal der Christuskirche

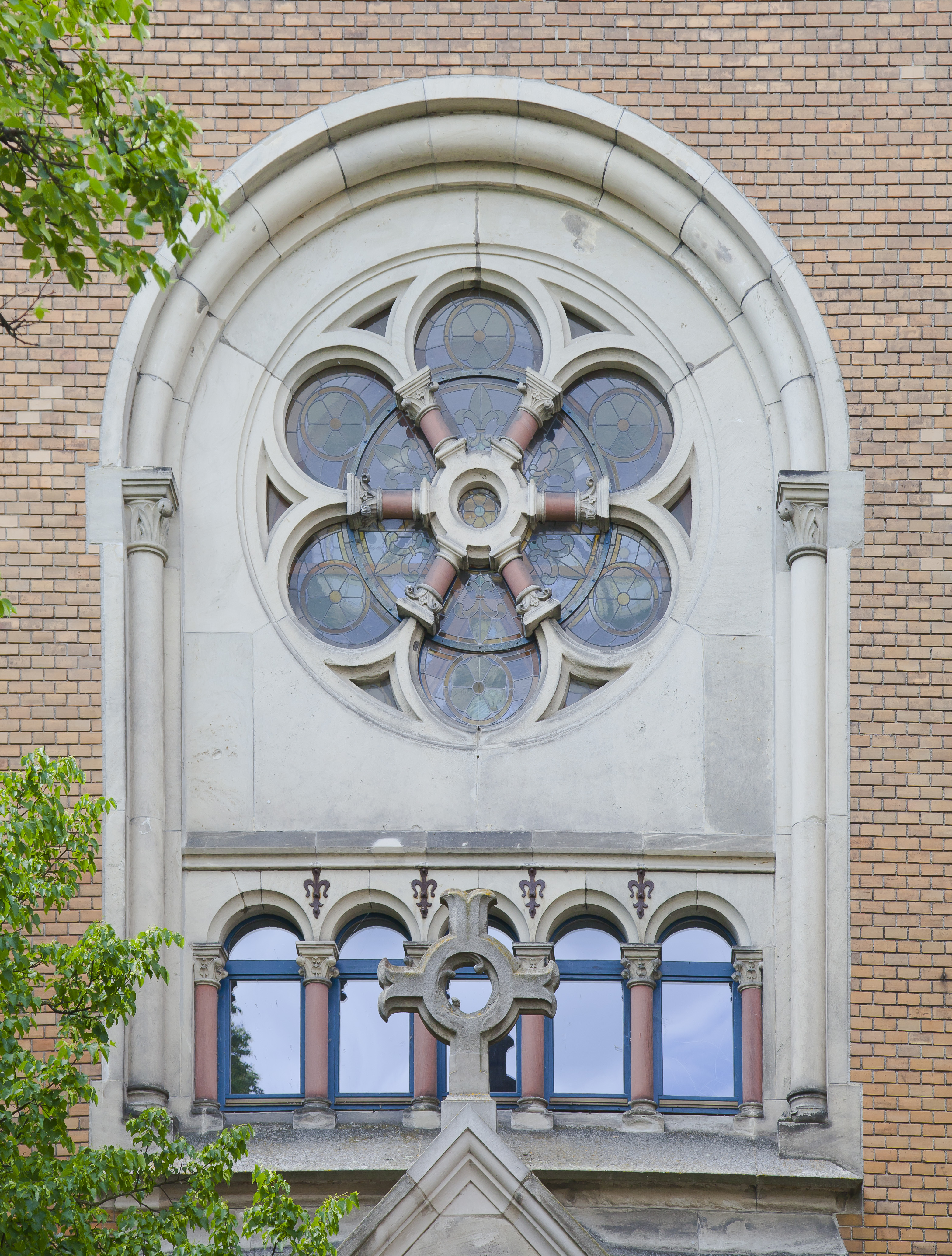
Detail der Fensterrose

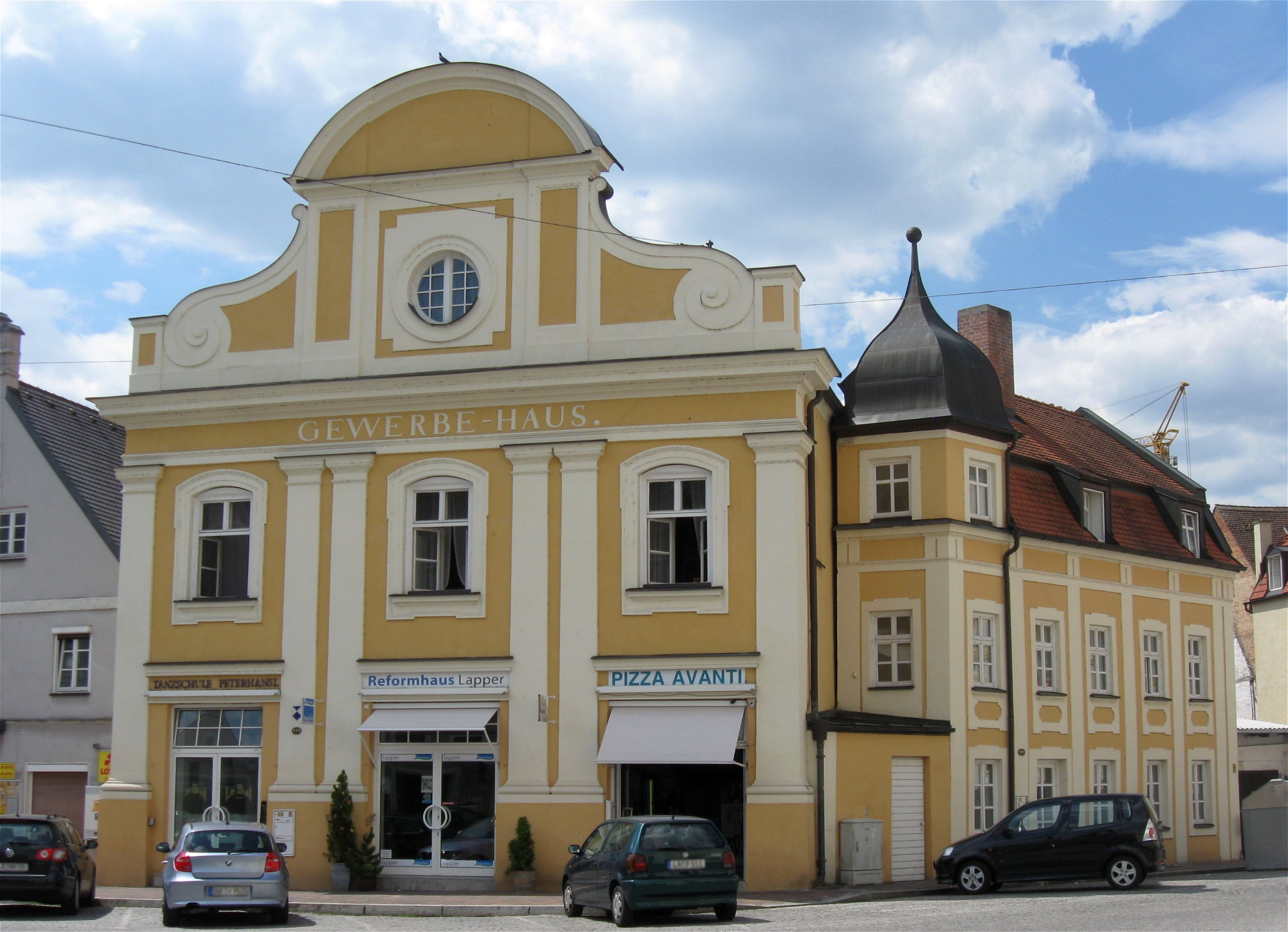
Ehemalige evangelische Kirche am Regierungsplatz

Die Christuskirche ist die älteste evangelisch-lutherische Kirche in der niederbayerischen Stadt Landshut. Der neuromanische Bau wurde von 1895 bis 1897 nach den Plänen des Münchner Architekten Carl Lemmes (1848–1903) erstellt. Sie ist geistlicher Mittelpunkt der größten evangelisch-lutherischen Gemeinde Landshuts und Dekanatskirche des Dekanatsbezirks Landshut.

## Geschichte
Durch das Religionsedikt von 1803 konnten sich im katholischen Niederbayern und daher auch in Landshut evangelische Bürger niederlassen. 1836 wurde ein erster Ostergottesdienst, geleitet von Münchner Geistlichen, in einer profanierten Seitenkapelle der Dominikanerkirche gefeiert. Rund 300 Abendmahlsgäste waren anwesend. Ein bis zwei Gottesdienste im Jahr, die von der Regierung jeweils genehmigt werden mussten, durften in den nächsten Jahren gehalten werden. Die „Gemeinde“ war noch ein Privatverein. Insofern mussten die evangelischen Christen in katholische Pfarreien eingemeindet werden, was für sie bedeutete, die Beiträge doppelt zu zahlen.
Die Einstellung eines eigenen Vikars 1846 und der Besitz einer kleinen Kirche am Regierungsplatz konnten 1848 verwirklicht werden. Jetzt waren die Landshuter eine echte Filialgemeinde des Dekanats Regensburg. Es folgten die Auspfarrungen aus den katholischen Gemeinden und die allmähliche Anerkennung der „Protestanten“. Die Bezeichnung „evangelisch“ war lange Zeit in Altbayern verboten.
Um 1890 zählte die protestantische Gemeinde 1250 Mitglieder und der Bau einer größeren Kirche wurde zwingend.
Das Dekanat Landshut wurde 1949 gegründet. 1951 erhielt die protestantische Pfarrkirche den Namen Christuskirche.

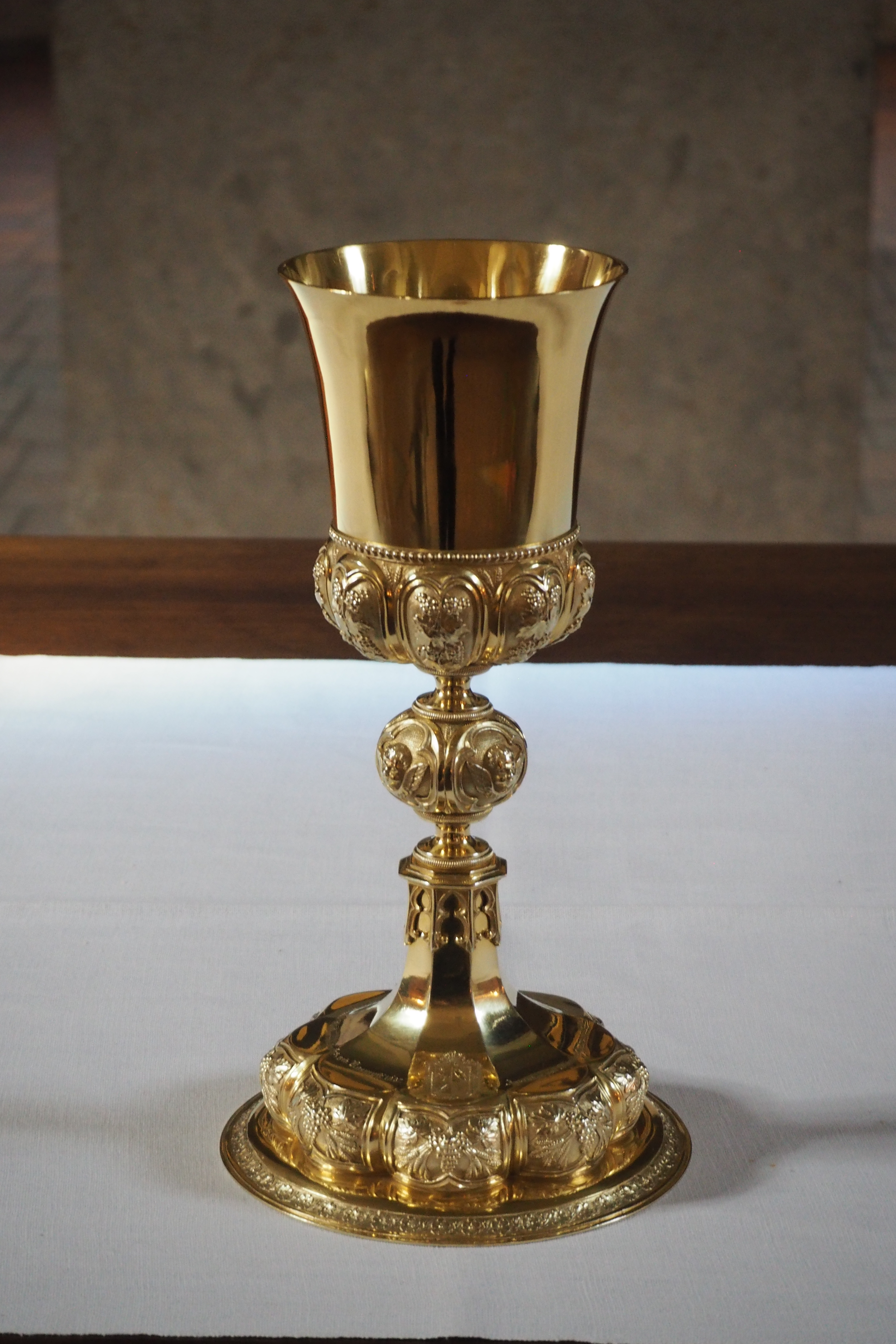
Abendmahlskelch der Christuskirche Landshut, gestiftet 1837

## Baugeschichte
Der Stadtmagistrat stellte einen Bauplatz auf der linken Isarseite im ehemaligen Holzgarten in Aussicht. Von 1888 bis 1895 wurden drei verschiedene Baupläne gefertigt, da die königliche Kreisregierung zunächst 1200 Sitzplätze, später – da der Bauplatz verkleinert wurde – nur noch 417 Plätze für den Neubau fordert.
1893 wurde der Architekt Carl Lemmes beauftragt, Pläne für eine Kirche und ein Pfarrhaus zu anfertigen. Der Magistrat der Stadt schenkte der Gemeinde 1894 den Baugrund. Das Grundstück für das Pfarrhaus musste erworben werden.
Der Bau wurde am 3. September 1895 begonnen. Am 29. Juni 1896 wurde der Grundstein unter den südlichen Pfeiler des Triumphbogens gelegt. Am 8. Dezember 1897 fand die feierliche Einweihung der protestantischen Stadtpfarrkirche statt.

### Beschädigung der Kirche März/April 1945
Eine amerikanische Bombe zerstörte die Fenster des Chores und der Nordwand. 
Eine deutsche Panzergranate durchschlug die Südwand, Gestühl und Altar wurden stark beschädigt. Ein Pflasterstein durchschlug das Gewölbe.
Bei der Sprengung der Luitpoldbrücke beim Rückzug der Deutschen wurden fast alle übrigen Fenster zerschmettert.

### 1. Renovierung 1948
Den Apsisbogen zierte eine monumentale Wandmalerei von Peter Gitzinger aus München. Neben einem „byzantinischen“ Christus Pantokrator befanden sich die vier Evangelistensymbole.
Die Wände waren blassgelb, Gewölberippen, Gurte, Kapitelle und Pilaster waren mit einem kleinteiligen Muster bemalt. Durch bunte Glasfenster fiel das Licht in den Chorraum.

### 2. Renovierung 1970
1970 wurde eine umfangreiche Renovierung unter dem Architekten Reinhard Riemerschmid durchgeführt.
2013 wurde unter Leitung des Architekten Rudi Prock ein Behindertenaufzug eingebaut. Sein Zugang befindet sich an der Südseite der Kirche.  

## Außenbau
Die Außenansicht der Kirche wurde auch bei Renovierungen nie verändert. Aus städtebaulichen Gründen ist die Christuskirche nicht geostet.
Die Stadt hatte seinerzeit nur den Baugrund der Kirche geschenkt, sodass die Außenanlagen um die Kirche mit dem baumbeschatteten Martin-Luther-Platz noch immer städtisch sind. An der Ostseite der Kirche ragt über dem doppeltürigen Eingang der 36 m hohe neuromanische Kirchturm empor, der Helm ist im Stil romanischer Kaiserdome gestaltet.
Das Langhaus wird durch die Giebelseiten eines angedeuteten Querhauses gegliedert. Der gelbliche Klinker der Außenwände kontrastiert gut mit dem matten Schwarz der Naturschieferplatten des Daches.

## Innenraum
Betritt man die Kirche von der Ostseite, durch einen Vorraum kommend, so öffnet sich eine schlichte Hallenkirche mit drei kapitellgeschmückten Pfeilern zu beiden Seiten. Einfache Kreuzgewölbe überspannen Haupt- und Seitenschiffe. Ein Chorraum mit „romanischer“ Apsis beschließt die Kirche im Westen.
Die aktuelle Gestaltung erfuhr der Raum durch eine grundlegende Veränderung bei der Renovierung 1970 durch den Architekten Reinhard Riemerschmid [5].
Die „katastrophale“ Sprechakustik zu verbessern war ein Hauptanliegen der Gemeinde. So wurde der Verputz der Wände entfernt und das schöne Ziegelwerk sichtbar gemacht. Nur die Pfeiler und die Decke erhielten ein gebrochenes Weiß. Holzemporen wurden eingebaut. Das Schiff erhielt einen goldgelben Nadelfilzboden.
Die alte Kircheneinrichtung wurde entfernt. Lediglich das neugotische Flügelretabel wurde aus der Apsis auf eine Scheibe aus Kirchheimer Muschelkalk in die Grenzzone zwischen Querschiff und Chor gesetzt. Durch diese Akzentuierung entstand eine ausgewogene Symbiose zwischen alt und neu.
Die Mensa erhielt unter der Vierung ein um zwei Stufen erhöhtes kreisrundes Podest. Dazu gehörte eine veränderte Aufstellung des Gestühls. Sie bildet ein angedeutetes Halbrund.
Der Platz des Taufsteines wurde in der Verlängerung der Diagonale zwischen Kanzel und Mensa dicht vor den ersten Reihen der Gemeinde gewählt. Kanzelunterbau und Taufstein sind ebenfalls aus Muschelkalk.
Die Farbkonzeption war Riemerschmid sehr wichtig. So suchte er vielfach Kontraste: Dunkle Wengefurnierung der Mensa und Kanzel, goldgelber Teppichboden der mit dem Gold des Altarbildes korrespondiert, mattgrüne Bänke und blaue Türen. Chorraum und Podest sind mit rotbraunen Klinkerplatten verlegt.

## Altartriptychon 1900
Das Altartriptychon gestaltete Ludwig von Cramer.
Das Ministerium des Inneren für Kirchen und Schulangelegenheiten stellte auf „allergnädigste“ königliche Genehmigung 4000 Mark zur Verfügung um diesen Altar anfertigen zu lassen. Bildinhalt, Stil und Maler wurden vorgeschrieben.
Der Maler und Kirchenrestaurator Ludwig von Cramer lebte in München. Aus beruflichen und familiären Gründen hielt er sich häufig in Nürnberg auf. Sicher haben ihn die Altäre von St. Sebald zum Studium angeregt. Die Ähnlichkeit unseres Triptychons mit dem Sebalder Haller-Altar ist nicht zu übersehen.
Paul Arnold: „Der Altar verdient eine genauere Betrachtung: konzipiert als „gotisches“ Flügelretabel hält er sich, verglichen mit Originalen dieser Gattung, in evangelischer Schlichtheit zurück. Kein plastischer Figurenschmuck, ein geometrisch strenger Dreiecksgiebel statt ausufernder Gesprenge, Fialenwerk oder ähnlichem – alles konzentriert sich auf symmetrisch zelebrierte Feierlichkeit des Themas: der Gekreuzigte, assistiert von Maria und Johannes und die Kirchenfürsten Petrus und Paulus an den Seitenflügeln. Schimmernder Goldgrund entrückt die Golgathaszene in eine höhere Ebene. Der Maler zitiert mit gekonntem Naturalismus das Stilbild der Gotik […]; bei aller Empfindsamkeit dominiert hier nüchterner Ernst.“

## Orgel

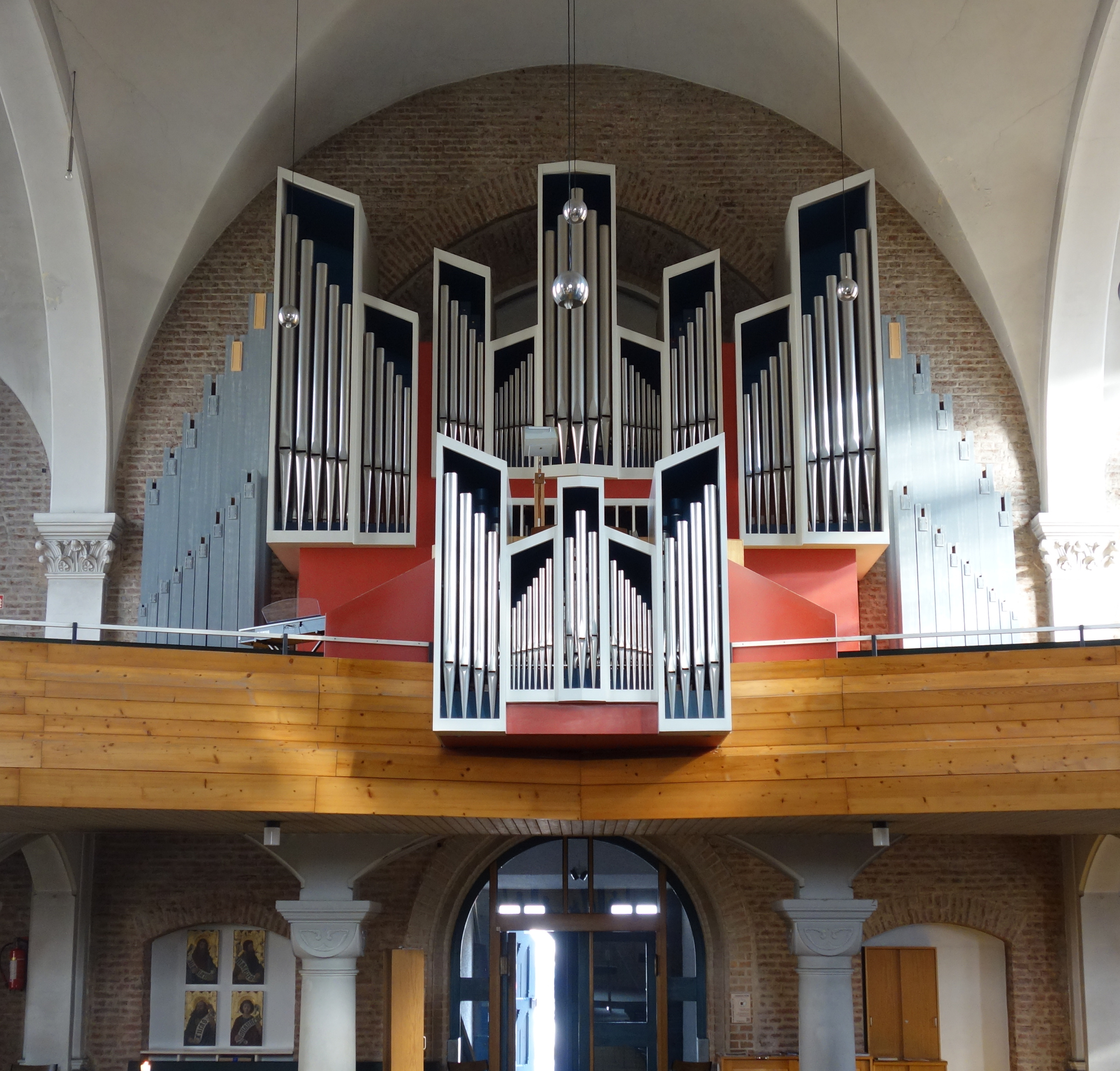
Die Simon-Orgel

Die Orgel der Christuskirche wurde im Jahr 1973 von Ekkehard Simon geschaffen. Sie eignet sich zur Interpretation von Orgelmusik aus verschiedensten Epochen. Das Schleifladeninstrument mit mechanischer Spiel- und elektrischer Registertraktur umfasst 43 klingende Register mit insgesamt 2.720 Pfeifen. Diese verteilen sich auf drei Manuale und ein Pedal. Die Disposition im Einzelnen:
| I Rückpositiv C–g3 |                 |        |
| 1.                 | Singend Gedackt | 8′     |
| 2.                 | Quintade        | 8′     |
| 3.                 | Nachthorn       | 4′     |
| 4.                 | Principal       | 2′     |
| 5.                 | Terz            | 1 3⁄5′ |
| 6.                 | Spitzquinte     | 1 ⁄3′  |
| 7.                 | Oktävlein       | 1′     |
| 8.                 | Zimbel III      | 1⁄2′   |
| 9.                 | Krummhorn       | 8′     |
|                    | Tremulant       |        |

| II Hauptwerk C–g3 |              |       |
| 10.               | Rohrgedackt  | 16′   |
| 11.               | Principal    | 8′    |
| 12.               | Spitzflöte   | 8′    |
| 13.               | Oktave       | 4′    |
| 14.               | Kleingedackt | 4′    |
| 15.               | Quinte       | 2 ⁄3′ |
| 16.               | Schwiegel    | 2′    |
| 17.               | Mixtur V     | 1 ⁄3′ |
| 18.               | Trompete     | 8′    |

| III Schwellwerk C–g3 |                       |        |
| 19.                  | Hohlpfeife            | 8′     |
| 20.                  | Spitzgambe            | 8′     |
| 21.                  | Prinzipal             | 4′     |
| 22.                  | Koppelflöte           | 4′     |
| 23.                  | Nasat                 | 2 ⁄3′  |
| 24.                  | Italienisch Principal | 2′     |
| 25.                  | Blockflöte            | 2′     |
| 26.                  | Terzflöte             | 1 3⁄5′ |
| 27.                  | Septime               | 1 ⁄7′  |
| 28.                  | None                  | 8⁄9′   |
| 29.                  | Scharf IV             | 1′     |
| 30.                  | Musette               | 16′    |
| 31.                  | Oboe                  | 8′     |
|                      | Tremulant             |        |

| Pedal C–f1 |                 |        |
| 32.        | Principalbaß    | 16′    |
| 33.        | Subbaß          | 16′    |
| 34.        | Stillgedackt    | 16′    |
| 35.        | Oktavbaß        | 8′     |
| 36.        | Gedacktbaß      | 8′     |
| 37.        | Choralbaß       | 4′     |
| 38.        | Rohrflöte       | 4′     |
| 39.        | Kleinpommer     | 2′     |
| 40.        | Baßzink IV      | 5 1⁄3′ |
| 41.        | Rauschquinte II | 1 ⁄3′  |
| 42.        | Fagott          | 16′    |
| 43.        | Trompete        | 8′     |
| 44.        | Schalmey        | 4′     |

- Koppeln: I/II, III/II, III/I, I/P, II/P, III/P
- Spielhilfen: Setzeranlage, Crescendo, Crescendo ab, Tutti

Anmerkungen:
1. ↑  2007 ergänzt
2. ↑  Transmission aus Hauptwerk

Die Anschaffung der Orgel im Jahr 1973 bewirkte einen Neustart der Kirchenmusik an der Christuskirche. Seither ist dort ein hauptamtlicher Kirchenmusiker beschäftigt. Im Jahr 2004 wurde die Orgel restauriert. 2007 wurde ein gebrauchtes Register mit Holzpfeifen (Principalbaß 16′) hinzugefügt. Dieses stammt aus Erlangen, wo es 1919 in die Steinmeyer-Orgel der Neustädter Kirche (umgebaut 1935/36) eingebaut worden war. Die grauen Holzpfeifen wurden zu beiden Seiten des Freipfeifenprospektes von 1973 aufgestellt. Außerdem wurde 2007 der Spieltisch umgebaut: anstelle der freien Kombinationen (2 freie Kombinationen, 1 freie Pedalkombination, 4 Zungeneinzelabsteller) erhielt die Orgel eine Setzeranlage.